# Кирилова Галина Миколаївна
Гали́на Микола́ївна Кири́лова (*18 березня 1916, Єкатеринбург — † 24 червня 1986, Київ) — українська артистка балету радянських часів, педагогиня, 1948 — лавреатка Сталінської премії. Заслужена артистка РСФСР (1961). Народна артистка Української РСР (1977), нагороджена орденом «Знак Пошани» та медалями.

## Життєпис
Після закінчення Ленінградського хореографічного училища (викладачка — Агріппіна Ваганова) в 1935—1942 роках працює солісткою Ленінградського Малого оперного театру.
В 1942—1961 роках виступала як солістка Ленінградського театру опери та балету ім. С. М. Кірова.
Виконувала партії:
- Марія — «Бахчисарайський фонтан» Асаф'єва,
- Сванільда — «Коппелія» Деліба,
- Ліза — «Марна пересторога» Гертеля,
- Аврора, Одетта — «Спляча красуня», «Лебедине озеро» П. І. Чайковського.

Протягом 1961—1970 років — інспекторка хореографічних училищ відділу навчальних закладів Міністерствава культури РРФСР, одночасно у 1962-1970-х — викладачка Московського хореографічного училища. З 1972 року по 1986 працювала художньою керівницею Київського хореографічного училища, одночасно в 1972—1974 — художня керівниця балету театру ім. Т. Г. Шевченка.
Дружина Серго Гегечкорі - сина Лаврентія Берії. С.Л.Гегечкорі проживав в Києві і працював у НВО "Квант".
Серед відомих вихованок — Ірина Задаянна — Заслужена артистка УРСР.